# Insolvenz
Eine Insolvenz (lateinisch insolventia, zu solvere ‚zahlen‘) bezeichnet die Situation eines Schuldners, seine Zahlungsverpflichtungen gegenüber dem Gläubiger nicht erfüllen zu können. Die Insolvenz ist gekennzeichnet durch akute Zahlungsunfähigkeit („Illiquidität“ oder mangelnde Liquidität) oder drohende Zahlungsunfähigkeit, die aus Überschuldung abgeleitet werden kann. Die Zahlungsunfähigkeit kann faktisch festgestellt werden, wohingegen die Überschuldung als Ergebnis ökonomischer Einschätzungen (ggf. unter Einhaltung buchhalterischer Vorschriften) nicht immer eindeutig ist. Die Rechtsform eines betroffenen Unternehmens wird um den Zusatz i. I. oder i. L. (in Liquidation) ergänzt.
Die Art und Durchführung einer Insolvenz ist in den einzelnen Staaten unterschiedlich geregelt. Auch das Ziel des Insolvenzverfahrens ist von Rechtsordnung zu Rechtsordnung unterschiedlich; während das vornehmliche Ziel in Deutschland, der Schweiz und Österreich die Befriedigung der bzw. die gerechte Verteilung der Verluste auf die Gläubiger ist, ist Ziel in Frankreich der Erhalt von Arbeitsplätzen und in den USA, dem Schuldner einen fresh start zu ermöglichen. Vom Insolvenzrecht ausgenommen sind insolvenzunfähige Schuldner.

## Begriffserklärungen
In Österreich und der Schweiz spricht man von Konkurs (von lat. concursus ‚Zusammenlauf‘), womit die Versammlung der Gläubiger zur gerichtlichen Teilung des Vermögens eines Schuldners gemeint ist. Auch in Deutschland wurde bis zur Einführung der Insolvenzordnung der Begriff Konkurs verwendet. In Anlehnung an den italienischen Begriff banca rotta (zerschlagener Tisch) wird gelegentlich das Wort Bankrott gebraucht, wobei in Deutschland der Bankrott juristisch gesehen eine Straftat ist. Daneben kommt in der Umgangssprache das Wort Pleite vor, das stark negativ besetzt ist.

### Abgeleitete Begriffe
- Anschlusskonkurs ist ein Konkurs, der einem gescheiterten Vergleich folgt, also im Anschluss daran beantragt wird.
- Gesamtvollstreckung ist ein seit 1999 nicht mehr gebräuchlicher Begriff für ein nach der Gesamtvollstreckungsordnung abgewickeltes Verfahren. Die Gesamtvollstreckung galt nur in den neuen Bundesländern und deckte gleichermaßen Konkurs und Vergleich ab.
- Insolvenzplan ist der Plan (des Unternehmens oder des Masseverwalters/Sanierungsverwalters), der zu einer erfolgreichen Sanierung führen soll.
- Insolvenzrisiko ist Messgröße für die Wahrscheinlichkeit und Kosten einer Insolvenz.
- Konkurs ist ein in Deutschland seit 1999 nicht mehr gebräuchlicher Begriff für ein nach der Konkursordnung abgewickeltes Verfahren.
- Kriminalinsolvenz: Bezeichnung einer durch kriminelle Aktivitäten ausgelösten Insolvenz (bekanntes Beispiel: FlowTex).[2]
- Lieferanten-Insolvenz: Eröffnet ein Lieferant eines Unternehmens Insolvenz, kann diese weitreichende Folgen haben und im schlimmsten Fall zu weiteren Insolvenzen führen.
- Masseunzulänglichkeit: Stellt der Insolvenzverwalter nach der Eröffnung des Insolvenzverfahrens fest, dass die Insolvenzmasse nicht ausreicht, um die Masseverbindlichkeiten zu erfüllen (sogenannte Insolvenz in der Insolvenz), zeigt er dem Insolvenzgericht Masseunzulänglichkeit an.
- Nachlassinsolvenzverfahren: Sind die Nachlassverbindlichkeiten höher als das im Nachlass enthaltene Vermögen, können die Erben durch die Eröffnung des Nachlassinsolvenzverfahrens eine Absonderung des Nachlasses vom sogenannten Eigenvermögen erreichen, so dass sie nicht mehr mit ihrem Gesamtvermögen (Nachlass plus Eigenvermögen) haften.
- Planinsolvenz ist ein Insolvenzantrag mit gleichzeitiger Vorlage eines Insolvenzplanes (auch pre-packaged; § 217 ff. InsO).
- Territorialinsolvenz ist ein Insolvenzverfahren über das inländische Vermögen einer Firma, die ihren Wirtschaftsschwerpunkt im Ausland hat und dort in die Insolvenz gegangen ist.
- Vergleich ist ein 1999 abgeschafftes Konzept, mit dem eine insolvente Firma saniert werden soll, für die ansonsten ein Konkurs eröffnet werden müsste. Der Vergleich ist in der Insolvenzordnung aufgegangen; an seine Stelle ist der Insolvenzplan getreten.

## Gründe
Eine Insolvenz kann auf verschiedene Faktoren zurückzuführen sein, wobei allgemein zwischen internen und externen Insolvenzursachen differenziert wird.
Interne Ursachen umfassen dabei sämtliche Aktivitäten, die unmittelbar vom betreffenden Unternehmen oder der Person selbst ausgehen und schließlich zur Insolvenz führen. Hierbei kann es sich beispielsweise um Fehlplanungen beziehungsweise Fehleinschätzungen handeln.
Externe Insolvenzursachen beschreiben hingegen sämtliche Faktoren, die von außen einwirken. Beispiele für externe Ursachen sind dabei strukturelle und konjunkturelle Veränderungen des Marktgeschehens, Konkurrenzsituationen (Arbeitsmarkt, Absatz), aber oft auch unvorhergesehene Ereignisse.
Bei natürlichen Personen kann oft nicht zwischen externen und internen Ursachen unterschieden werden. Häufige Ursachen bei natürlichen Personen sind Ehescheidung, Krankheit, Verlust des Arbeitsplatzes.
Damit ein offizielles Insolvenzverfahren eingeleitet werden kann, ist das Vorliegen eines Insolvenzgrundes erforderlich. Bei juristischen Personen sind dies drohende Zahlungsunfähigkeit (§ 18 InsO), Zahlungsunfähigkeit (§ 17 InsO) sowie die Überschuldung (§ 19 InsO). Insbesondere natürliche Personen, aber auch z. B. Personengesellschaften können eine Insolvenz über ihr Vermögen einleiten, wenn sie drohend zahlungsunfähig oder zahlungsunfähig sind. Eine Antragspflicht besteht bei ihnen, im Gegensatz zu juristischen Personen, nicht.

## Abwendungsmöglichkeiten
Um eine Insolvenz abzuwenden, gibt es folgende Möglichkeiten:
1. Verhandlung mit dem oder den Gläubiger(n) des Schuldners, ob ein Schuldenerlass (ganz oder teilweise), eine Ratenzahlung oder eine Stundung (Aufschub auf einen bestimmten oder unbestimmten Zeitpunkt) gewährt wird,
2. die Bürgschaft eines solventen (also zahlungsfähigen) Dritten, etwa eines Verwandten oder eines Kreditinstituts.

Für die private Insolvenz gibt es Schuldenberater, die dabei helfen können, Kostenersparnisse durch Einschränkungen in der privaten Lebensführung zu erzielen.
Im Rahmen eines Schuldenbereinigungsplanes können die Einnahmen zum Beispiel bei Unternehmensinsolvenz über Werbemaßnahmen oder Spezialisierungen erhöht werden. Bei Privatinsolvenz ist die Veräußerung von Wertgegenständen und nicht benötigten Konsumgütern zu prüfen.
Erst dann schließt sich gegebenenfalls ein Insolvenzverfahren (nach Insolvenzrecht) an, das entweder in ein gerichtliches Verfahren oder in einen außergerichtlichen Vergleich mündet. Voraussetzung ist, dass die Insolvenzmasse für die Gebühren und Auslagen des Insolvenzverwalters sowie zumindest teilweise zur Befriedigung der Schulden der Gesamtheit der Gläubiger noch ausreicht.
Für juristische Personen und bei Selbständigen sind die entsprechenden Vorschriften im Handelsgesetzbuch zu berücksichtigen, die genauer vorgeben, wann ein Insolvenzzeitpunkt eintritt – im Gegensatz zur „gefühlten“ Zahlungsunfähigkeit einer Privatperson. Insbesondere ist die Befriedigung eines einzelnen Gläubigers unter Schlechterstellung anderer Gläubiger problematisch, da sich hieraus Anfechtungstatbestände ergeben. Die zu späte Anmeldung einer Insolvenz kann ggf. als Straftat betrachtet werden und zu einem Verfahren wegen Insolvenzverschleppung führen.

## Rechtslage nach Ländern

### Österreich
In Österreich unterscheidet man nicht mehr zwischen Ausgleich und Konkurs, sondern es gilt seit 2010 das neue österreichische Insolvenzrecht.

### Liechtenstein
Die Liechtensteinische Konkursordnung wurde 1973 nach damaligem österreichischen Vorbild eingeführt. Es gilt seither fast unverändert, während in Österreich das Konkurs- und Insolvenzrecht zahlreichen Novellen unterzogen wurde. Das liechtensteinische Insolvenz- und Konkursrecht wird geregelt durch das Gesetz betreffend die Einführung des Gesetzes über das Konkursverfahren (EGKO), durch die Konkursordnung (KO) und durch das Gesetz betreffend den Nachlassvertrag.

### Schweiz
Es wird zwischen natürlichen und juristischen Personen unterschieden. Juristische Personen (Firmen) werden mit dem Konkursverfahren aufgelöst, im Gegensatz zu natürlichen Personen. Dies hat die Konsequenz, dass bei natürlichen Personen auch die Schulden in Form von Konkursverlustscheinen bestehen bleiben. Die Voraussetzungen (erweitertes Existenzminimum), diese erneut gegenüber dem Schuldner geltend zu machen, ändern sich jedoch. Problematisch dabei ist, dass diese in jedem Fall von Schuldner bei einer erneuten Betreibung geltend gemacht werden müssen und dies anschließend vom Gericht geprüft wird (Einrede mangels Vermögen). Der für das Gerichtsverfahren zu leistende Kostenvorschuss ist zudem vom Schuldner vorzuschiessen. Zu beachten ist weiterhin, dass sich die Rechtspraxis bei Privatkonkursen aufgrund eines Urteils des Bundesgerichts 2015 geändert hat. Privatpersonen, bei denen im Konkursverfahren nichts an die Gläubiger verteilt werden kann, riskieren, dass ihr Gesuch wegen Rechtsmissbrauch abgelehnt wird.

### Vereinigtes Königreich
Im Vereinigten Königreich gibt es ein gesetzlich geregeltes Verfahren, das dem deutschen Verbraucherinsolvenzverfahren ähnelt (bankruptcy).
- Die Insolvenz muss vor Gericht beantragt werden, durch den Schuldner oder durch einen Gläubiger. Der Antragsteller muss dabei die Kosten tragen (£ 705, Stand Oktober 2014).
- Nach der Antragstellung besteht sofort Gläubigerschutz.
- Die Restschuldbefreiung erfolgt in der Regel innerhalb von zwölf Monaten.
- Die Restschuldbefreiung ist normalerweise in der gesamten EU anerkannt, Ausnahme ist Dänemark.
- Während der Dauer des Verfahrens gelten eine Reihe von Einschränkungen. Unter anderem muss der Schuldner bei der Aufnahme neuer Schulden erklären, dass er in Insolvenz ist, und bestimmte Tätigkeiten (etwa Führung einer Kapitalgesellschaft und Arbeit als Rechtsanwalt) müssen durch das zuständige Insolvenzgericht ausdrücklich erlaubt werden.

### Vereinigte Staaten
Das US-amerikanische Insolvenzrecht ist bundesgesetzlich im US bankruptcy code, BC geregelt.
Es wird zwischen freiwilligen und unfreiwilligen Verfahren unterschieden. Nach einer umfangreichen Gesetzesreform im Jahre 2005 gibt es hier auch ein Verfahren, das dem deutschen Verbraucherinsolvenzverfahren ähnelt.
Außerdem wird zwischen einer Liquidation nach Chapter 7 BC und der Reorganisation nach Chapter 11 BC unterschieden. Bei der Liquidation wird der gesamte Besitz des Schuldners verkauft oder dem Gläubiger übergeben. Im Falle einer natürlichen Person werden nicht abbezahlte Schulden für nichtig erklärt (discharged). Bei der Reorganisation bemüht sich der Schuldner dagegen, innerhalb von 5 Jahren unter dem Schutz des Gerichtes alle Schulden abzubezahlen und sein Unternehmen zu erhalten. Das Verfahren nach Chapter 7 (to file under Chapter 7) wird von vielen Amerikanern umgangssprachlich als bankruptcy bezeichnet, weil der Schuldner dazu wirklich zahlungsunfähig sein muss (siehe Prüfung unten). Es wird gegenüber der Reorganisation (to file under Chapter 11) aufgrund der Einfachheit bevorzugt.
Für natürliche Personen kann vom Insolvenzverwalter (Trustee) unter Chapter 7 eine „Bedürftigkeitsprüfung“ durchgeführt werden, wenn die Schulden höher sind als das durchschnittliche jährliche Einkommen für einen Haushalt gleicher Größe in dem Staat, in dem die Person wohnt. Diese Prüfung dauert sechs Monate. Ohne diese Prüfung ist das Verfahren üblicherweise innerhalb von 4 bis 6 Monaten beendet. Man muss nur einmal vor Gericht zu einem Verfahren gemäß Sektion 341 first-meeting-of-creditors erscheinen; dort treten aber oft keine Gläubiger auf und man wird nur vom Trustee unter Eid befragt.

## Statistik

### Deutschland
Die Daten zum Insolvenzgeschehen beruhen auf den Angaben der Insolvenzgerichte. 2013 kam es in Deutschland nach Angaben des Statistischen Bundesamtes insgesamt zu 141.332 Insolvenzen. Der größere Teil davon entfiel auf Privatinsolvenzen (115.337), wobei es sich in der Mehrzahl um Verbraucherinsolvenzen (91.200) handelte. Die Zahl der Unternehmensinsolvenzen einschließlich Kleingewerbe belief sich auf 25.995. 2018 erreichte die Zahl der Unternehmensinsolvenzen mit 19.900 den niedrigsten Wert seit 1994, als es 18.820 Fälle gegeben hatte. Auch bei den Verbraucherinsolvenzen ist ein Rückgang zu verzeichnen: 2018 gab es 68.600 Fälle und damit den niedrigsten Wert seit 2005.
| Jahr | Insolvenzanträge insgesamt | davon Unternehmens- insolvenzen | davon Verbraucher- insolvenzen |
| ---- | -------------------------- | ------------------------------- | ------------------------------ |
| 1999 | 034.038                    | 026.476                         | 001.634                        |
| 2000 | 042.259                    | 028.235                         | 006.886                        |
| 2001 | 049.326                    | 032.278                         | 009.070                        |
| 2002 | 084.428                    | 037.579                         | 019.857                        |
| 2003 | 100.723                    | 039.320                         | 032.131                        |
| 2004 | 118.274                    | 039.213                         | 047.230                        |
| 2005 | 136.554                    | 036.843                         | 066.945                        |
| 2006 | 161.430                    | 034.137                         | 094.389                        |
| 2007 | 164.597                    | 029.160                         | 103.085                        |
| 2008 | 155.202                    | 029.291                         | 095.730                        |
| 2009 | 162.907                    | 032.687                         | 098.776                        |
| 2010 | 168.485                    | 031.998                         | 106.290                        |
| 2011 | 159.418                    | 030.099                         | 103.289                        |
| 2012 | 150.298                    | 028.297                         | 097.608                        |
| 2013 | 141.332                    | 025.995                         | 091.200                        |
| 2014 | 134.871                    | 024.085                         | 086.298                        |
| 2015 | 127.438                    | 023.101                         | 080.146                        |
| 2016 | 122.514                    | 021.518                         | 077.238                        |
| 2017 |                            | 020.140                         | 071.960                        |
| 2018 |                            | 019.900                         | 068.600                        |
| 2019 | 104.069                    | 018.749                         | 062.632                        |
| 2020 | 75.044                     | 015.841                         | 059.203                        |

Von den 24.208 Unternehmensinsolvenzen im Zeitraum Januar bis Oktober 2012 waren besonders folgende sechs Wirtschaftsbereiche betroffen:
| Unternehmens- insolvenzen | Anteil | Wirtschaftsbereich                                                       | Betroffene Beschäftigte | Voraussichtliche Forderungen in EUR |
| ------------------------- | ------ | ------------------------------------------------------------------------ | ----------------------- | ----------------------------------- |
| 3.091                     | 12,8 % | Vorbereitende Baustellenarbeiten, Bauinstallationen und sonstiger Ausbau | 10.062                  | 0.688.681.000                       |
| 2.364                     | 09,8 % | Gastronomie                                                              | 05.807                  | 0.346.892.000                       |
| 2.325                     | 09,6 % | Einzelhandel (ohne Kraftfahrzeug-Handel)                                 | 38.802                  | 1.666.457.000                       |
| 1.453                     | 06,0 % | Großhandel                                                               | 07.139                  | 2.102.881.000                       |
| 1.375                     | 05,7 % | Verwaltung und Führung von Unternehmen, Unternehmensberatung             | 01.829                  | 4.956.893.000                       |
| 1.117                     | 04,6 % | Sonstiger Ausbau (Ausbaugewerbe, Baunebengewerbe)                        | 02.821                  | 0.214.637.000                       |

### Schweiz
Laut der Betreibungs- und Konkursstatistik des Bundesamtes für Statistik (BFS) seit 2008 gemäß Bundesgesetz über Schuldbetreibung und Konkurs (SchKG) eröffnete Konkursverfahren sowie Firmenkonkurse nach dem Gläubigerverband Creditreform:
| Jahr | Konkursverfahren insgesamt | Firmen- konkurse   |
| ---- | -------------------------- | ------------------ |
| 2008 | 10.910                     |                    |
| 2009 | 10.913                     |                    |
| 2010 | 11.218                     |                    |
| 2011 | 11.073                     |                    |
| 2012 | 12.008                     |                    |
| 2013 | 12.478                     |                    |
| 2014 | 11.842                     |                    |
| 2015 | 13.016                     |                    |
| 2016 | 12.972                     |                    |
| 2017 | 13.257                     |                    |
| 2018 | 13.971                     | 08.270             |
| 2019 | 13.840                     | 08.009             |
| 2020 | 12.912                     | 06.840             |
| 2021 | 14.081                     | 07.394             |
| 2022 | 15.009                     | 10.097 oder 10.126 |
| 2023 | 15.447                     | 09.998             |
| 2024 |                            | 11.506             |